# Szojuz TM–20
Szojuz TM–20 (Szojuz –7K–SZTM) orosz háromszemélyes szállító űrhajó.

## Küldetés
Feladata váltólegénységet szállítani a Mir-űrállomásra, a hosszútávú szolgálat folytatásához.

## Jellemzői
Tervezte a GKB (oroszul: Головное контрукторское бюро – ГКБ). Gyártotta a ZAO (oroszul: Закрытое акционерное общество). Üzemeltette (oroszul: Центральный научно-исследовательский институт машиностроения – ЦНИИМаш).
1994. október 3-án a bajkonuri űrrepülőtér indítóállomásról egy Szojuz–U2 juttatta Föld körüli, közeli körpályára. Hasznos terhe 7150 kilogramm, teljes hossza 6,98 méter, maximális átmérője 2,72 méter. Az orbitális egység pályája 88,7 perces, 51,65 fokos hajlásszögű, elliptikus pálya-perigeuma 200 kilométer, apogeuma 249 kilométer volt.
Többszöri pályamódosítással két nap múlva, október 6-án eseménymentesen megtörtént az automatikus/kézi dokkolás.
1995. március 22-én Arkalik (oroszul: Арқалық) városától 54 kilométerre, hagyományos – ejtőernyős – leereszkedési  technikával  ért Földet. Összesen 169 napot, 5 órát, 21 percet és 35 másodpercet töltött a világűrben. Föld körüli fordulatainak száma 2639.

## Személyzet

### Felszálláskor
- Alekszandr Sztyepanovics Viktorenko parancsnok
- Jelena Vlagyimirovna Kondakova fedélzeti mérnök
- Ulf Dietrich Merbold kutatóűrhajós

### Leszálláskor
- Aleksandr Stepanovich Viktorenko parancsnok
- Jelena Vlagyimirovna Kondakova fedélzeti mérnök
- Valerij Vlagyimirovics Poljakov kutatóűrhajós. A Szojuz TM–18 űrhajóval 1994. február 8-án indult, leszállást követően 437,75 napos űrbeli szolgálattal világcsúcstartó lett.

### Tartalék személyzet
- Jurij Pavlovics Gidzenko parancsnok
- Szergej Vasziljevics Avgyejev fedélzeti mérnök
- Pedro Francisco Duque kutatóűrhajós